# Sotogahama
Sotogahama (jap. 外ヶ浜町 Sotogahama-machi) – miasto w Japonii, na północy Honsiu, w prefekturze Aomori, w powiecie Higashitsugaru. Ma powierzchnię 230,30 km². W 2020 r. mieszkało w nim 5401 osób, w 2338 gospodarstwach domowych  (w 2010 r. 7089 osób, w 2771 gospodarstwach domowych) .

## Geografia
Miasteczko położone jest w północno-wschodniej części półwyspu Tsugaru. Zajmuje powierzchnię 230,30 km². Podzielone jest na dwie części przez miasteczko Imabetsu. Część wschodnia leży nad zatoką Mutsu i cieśniną Tairadate. Część zachodnia natomiast nad cieśniną Tsugaru i zatoką Minayama.
Przez obie części miejscowości przebiegają: droga krajowa 280 oraz linie kolejowe Tsugaru-sen i Tsugaru Kaikyō-sen. Zachodnia część połączona jest podmorskim tunelem Seikan z Hokkaido.

Sotogahama (na żółto) w prefekturze Aomori

## Demografia
Według danych ze spisu w 2015 roku miejscowość zamieszkiwało 6198 osób.
| 1995  | 2000  | 2005  | 2010  | 2015  | 2020  |
| ----- | ----- | ----- | ----- | ----- | ----- |
| 9 813 | 9 170 | 8 215 | 7 089 | 6 198 | 5 401 |

## Galeria

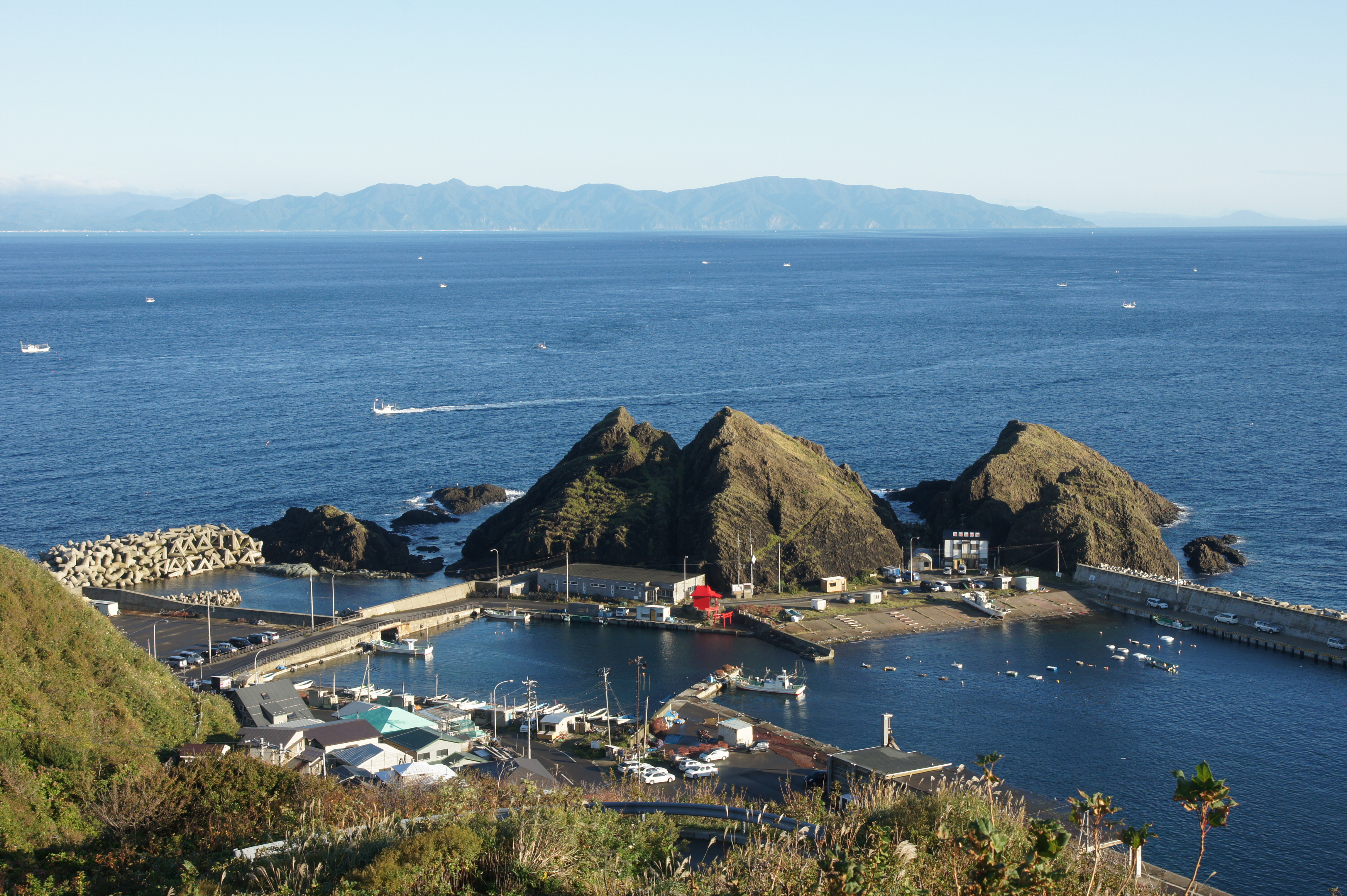
Wysepka Obi i port Tappi
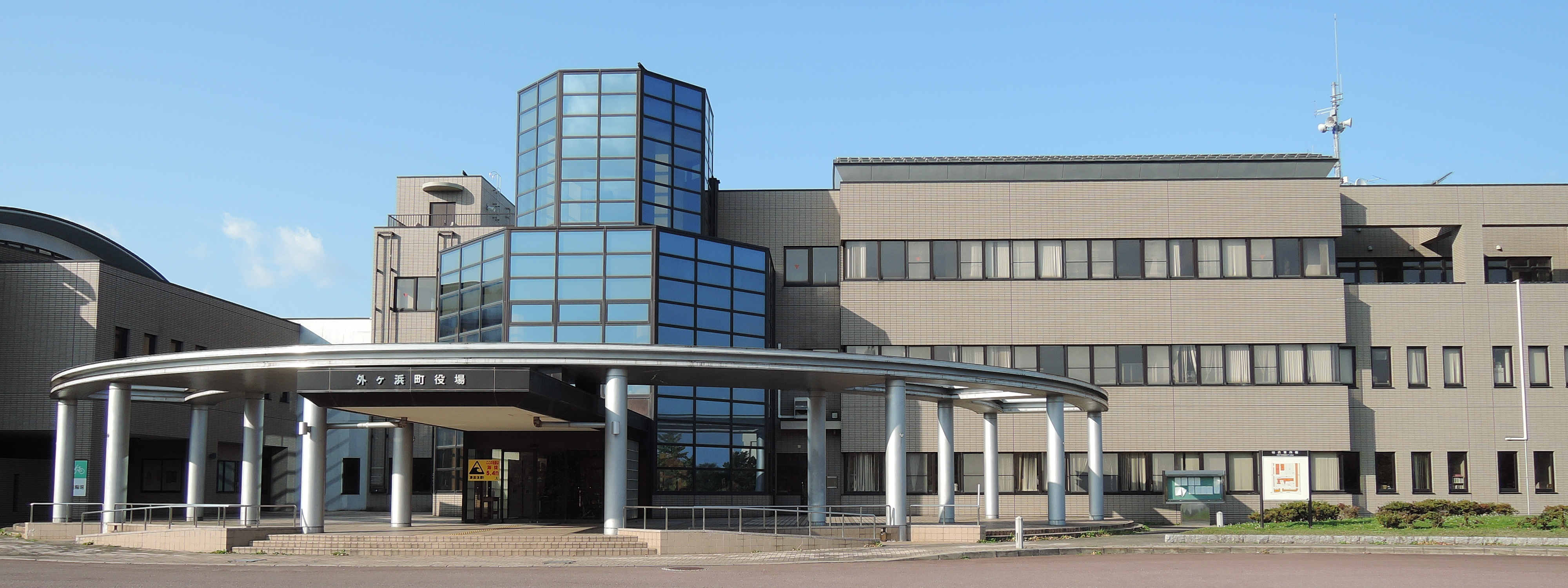
Siedziba władz miasteczka
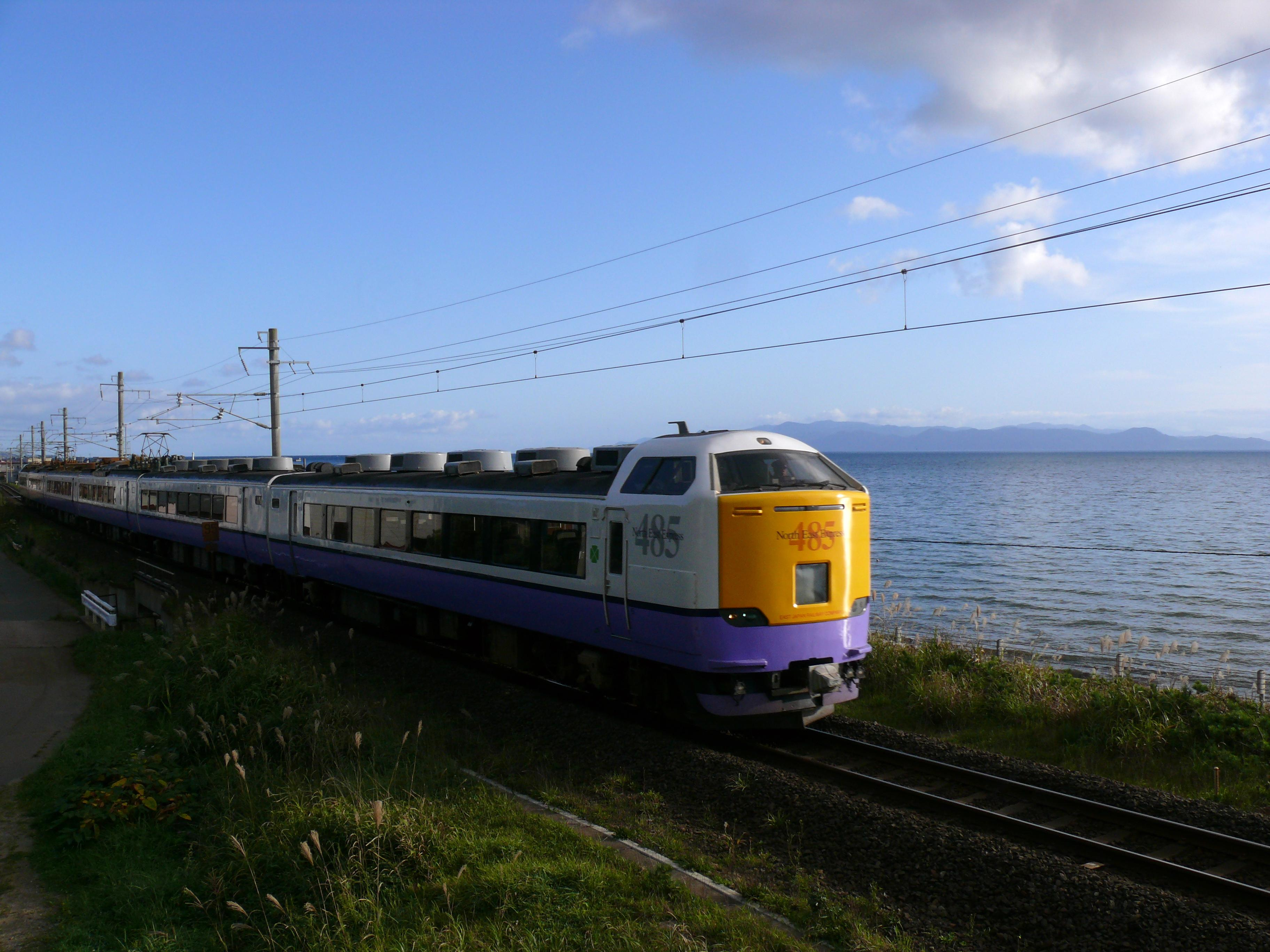
Linia kolejowa Tsugaru
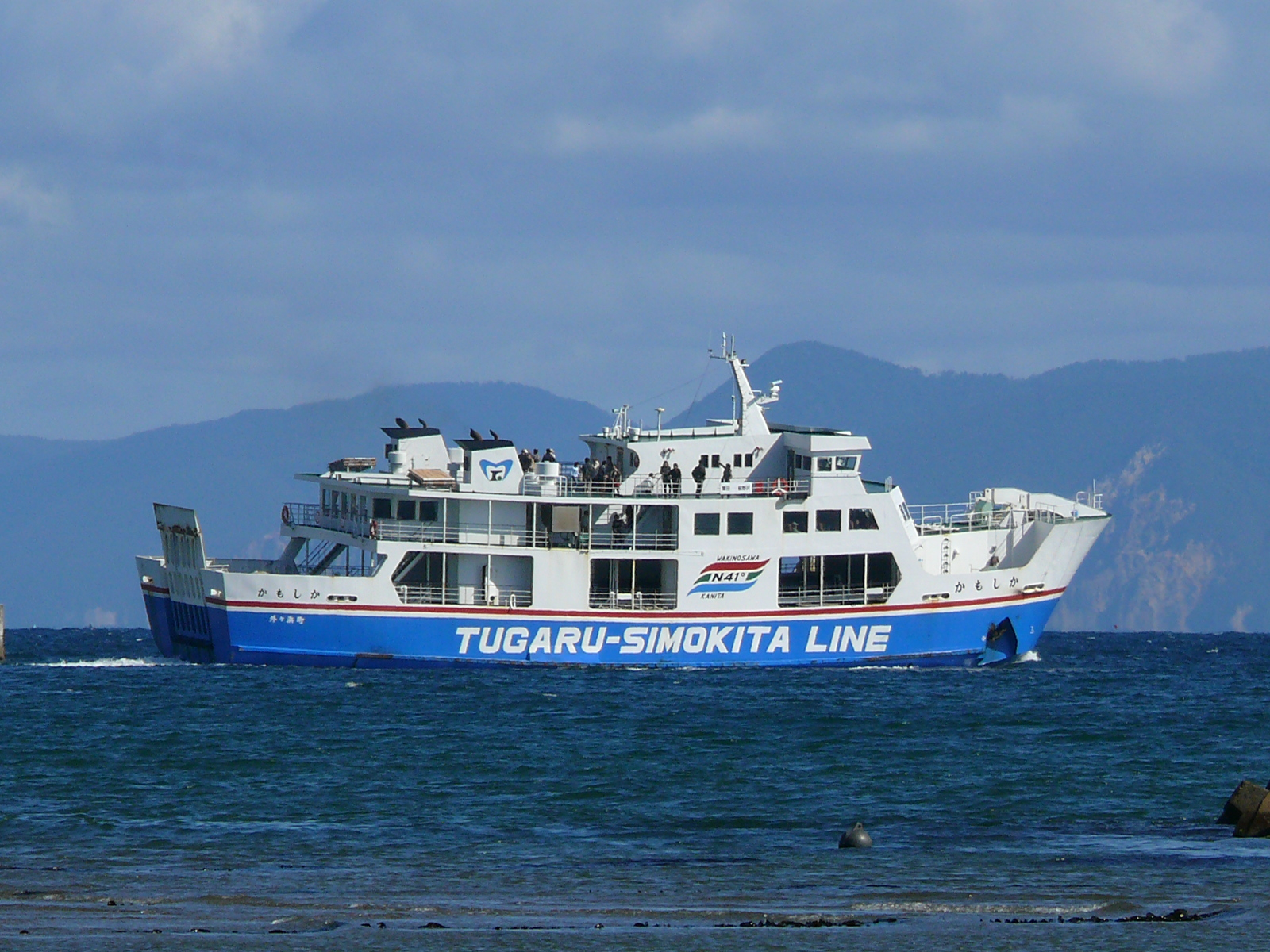
Prom kursujący w zatoce Mutsu
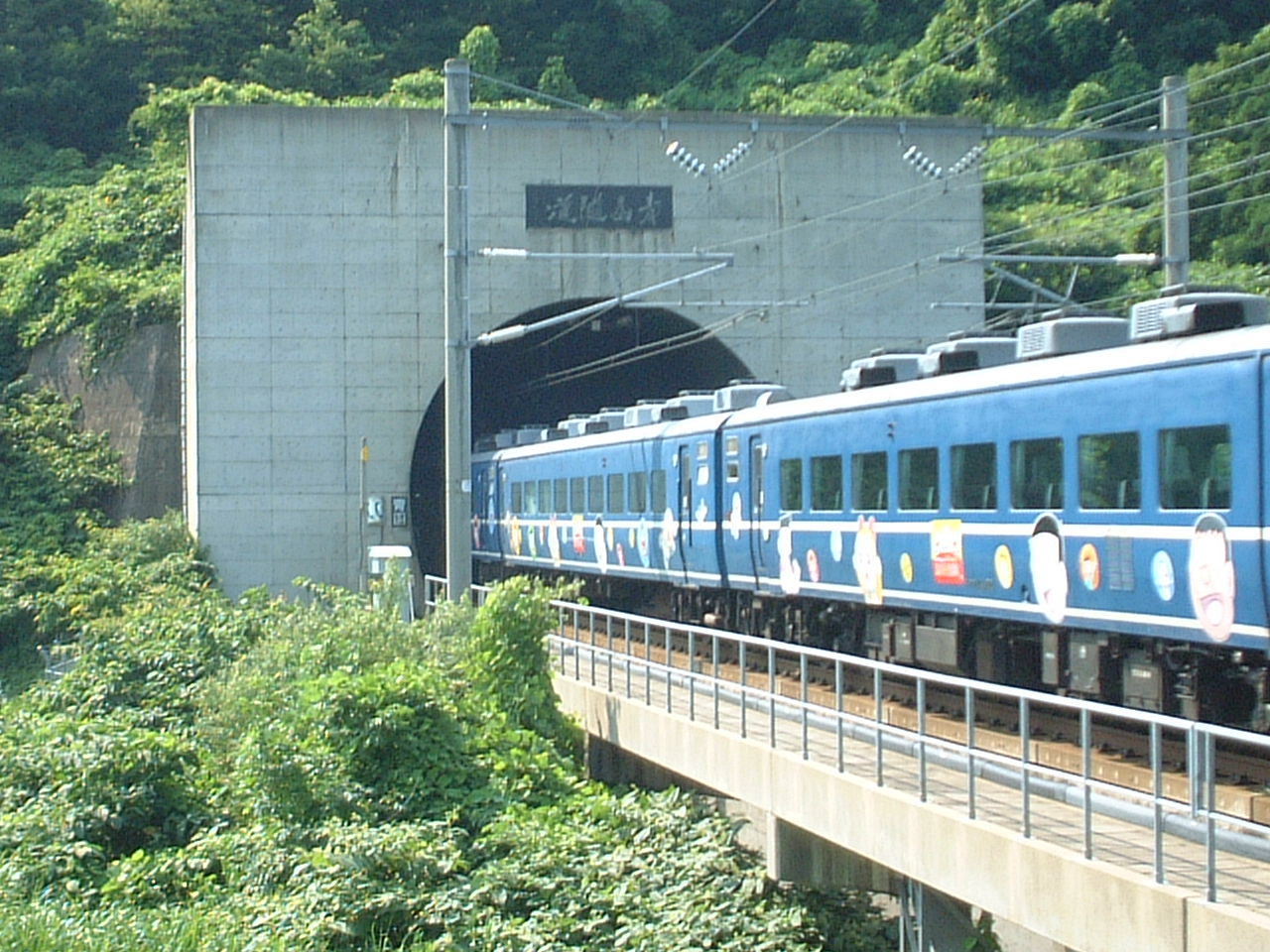
Wlot do tunelu Seikan